# Hatate Shinya
Shinya Hatate (sinh ngày 13 tháng 10 năm 1983) là một cầu thủ bóng đá người Nhật Bản.

## Sự nghiệp câu lạc bộ
Shinya Hatate đã từng chơi cho Sagawa Shiga và AC Nagano Parceiro.